# Prix E. E. Smith Memorial
Le prix E. E. Smith Memorial (Edward E. Smith Memorial Award for Imaginative Fiction), surnommé le prix Skylark, est un prix littéraire créé en 1966, décerné chaque année par la New England Science Fiction Association à la personne qui, selon l'opinion des juges, a apporté une contribution majeure à la science-fiction, dans la lignée de l'œuvre de E. E. Smith qui a donné son nom au prix.
Le trophée consiste en une grande lentille montée sur un socle de bois, référence au cycle Lensmen (Fulgur) de E. E. Smith.
Il est remis lors de la convention annuelle Boskone de la NESFA, qui se tient chaque année à Boston, dans le Massachusetts.

## Palmarès
- 1966 : Frederik Pohl
- 1967 : Isaac Asimov
- 1968 : John W. Campbell
- 1969 : Hal Clement
- 1970 : Judy-Lynn del Rey
- 1971 : —
- 1972 : Lester del Rey
- 1973 : Larry Niven
- 1974 : Ben Bova
- 1975 : Gordon R. Dickson
- 1976 : Anne McCaffrey
- 1977 : Jack Gaughan (en)
- 1978 : Spider Robinson
- 1979 : David Gerrold
- 1980 : Jack L. Chalker
- 1981 : Frank Kelly Freas
- 1982 : Poul Anderson
- 1983 : Andre Norton
- 1984 : Robert Silverberg
- 1985 : Jack Williamson
- 1986 : Wilson Tucker
- 1987 : Vincent Di Fate (en)
- 1988 : C. J. Cherryh
- 1989 : Gene Wolfe
- 1990 : Jane Yolen
- 1991 : David A. Cherry
- 1992 : Orson Scott Card
- 1993 : Tom Doherty (en)
- 1994 : Esther Friesner
- 1995 : Mike Resnick
- 1996 : Joe Haldeman et Gay Haldeman
- 1997 : Hal Clement
- 1998 : James White
- 1999 : Bob Eggleton
- 2000 : Bruce Coville
- 2001 : Ellen Asher (en)
- 2002 : David Langford
- 2003 : Patrick Nielsen Hayden (en) et Teresa Nielsen Hayden (en)
- 2004 : George R. R. Martin
- 2005 : Tamora Pierce
- 2006 : David G. Hartwell (en)
- 2007 : Beth Meacham (en)
- 2008 : Charles Stross
- 2009 : Terry Pratchett
- 2010 : Omar Rayyan
- 2011 : Lois McMaster Bujold
- 2012 : Sharon Lee (en) et Steve Miller (en)
- 2013 : Ginjer Buchanan (en)
- 2014 : Robert J. Sawyer
- 2015 : Moshe Feder
- 2016 : Gardner R. Dozois
- 2017 : Jo Walton
- 2018 : Daniel M. Kimmel (en)
- 2019 : Melinda M. Snodgrass
- 2020 : Betsy Wollheim (en)
- 2021 : Anthony R. Lewis
- 2022 : Mary Robinette Kowal
- 2023 : John Scalzi
- 2024 : Ellen Kushner et Delia Sherman
- 2025 : Ian Randall Strock